# Микуми
Микуми је национални парк близу Морогора, Танзанија, основан је 1964. године. Заузима површину 3.230 км² и четврти је у држави. Преко њега прелази танзанијски А-7 аутопут.

## Територија
Национални парк Микуми на југу граничи са резерватом Селоус Гаме, где две области формирају јединствени екосистем. Два друга природна подручја која се граниче са националним парком су планине Удзунгва и планине Улугуру. Планина Малундве је унутар парка, највишег појаса брда која се пружа на истоку и западу кроз парк, спајајући планине Улугуру са североистока са планинама Увидунда и Удзунгва са запада. Планина Малундве састоји се од три врха дуж гребена који води на север и југ. Јужни врх Малундвеа највиша је тачка у парку, која достиже 1290 метара надморске висине.

## Биљни и животињски свет
Пејзаж Микуми се често упоређује са оним Серенгетија. Пут који пролази кроз парк дели га на два дела са делимично јасним окружењима. Подручје северозападно карактерише алувијална равница слива Мката. Вегетација овог подручја састоји се од саване обложене акацијом, баобабом, тамариндама и неким реткима палмамa. У овом крају, на најудаљенијој удаљености од пута, налазе се спектакуларне стенске формације планина Рубехо и Улугуру. Југоисточни део парка мање је богат дивљином.
Фауна укључује многе врсте карактеристичне за афричке саване. Према локалним водичима у Микумију, шансе да се види лав који се попео на дебло дрвета веће су него у Маниари (познатој по томе што је једно од ретких места на којима се лавови овако понашају). У парку се налази подврста жирафе за коју биолози сматрају да је веза између масајске жирафе и мрежастих или сомалијских жирафа. Остале животиње у парку су слонови, зебре, црна антилопа, биволи... На око 5 км од севера парка налазе се два вештачка базена. Више од 400 различитих врста птица такође живи у парку. 

## Туризам
Микуми припада кругу паркова дивљих животиња Танзаније, мање их посећују међународни туристи и боље су заштићени са становишта животне средине. Већина рута које прелазе Микуми крећу се у правцу националног парка Руаха и Селоус-а. Препоручена сезона за посету парку је сушна сезона између маја и новембра, топло време и прелепи локалитети који представљају искуство које се доживи једном у животу.

## Фотографије
- Датотека:African_Bush_Elephant_Mikumi.jpgСлон Микуми
- Датотека:Mikumi_National_Park_(3186897678).jpgМикуми Национални парк
- Датотека:Mikumi_National_Park_(3181092173).jpgМикуми Национални парк
- Датотека:Black-headed_Heron_(Ardea_melanocephala).jpgЦрноглава чапља
- Датотека:Zebra_2013_10_06_1274.jpgЗебре